# 馬通德韋山脈
16°42′S 34°57′E / 16.7°S 34.95°E

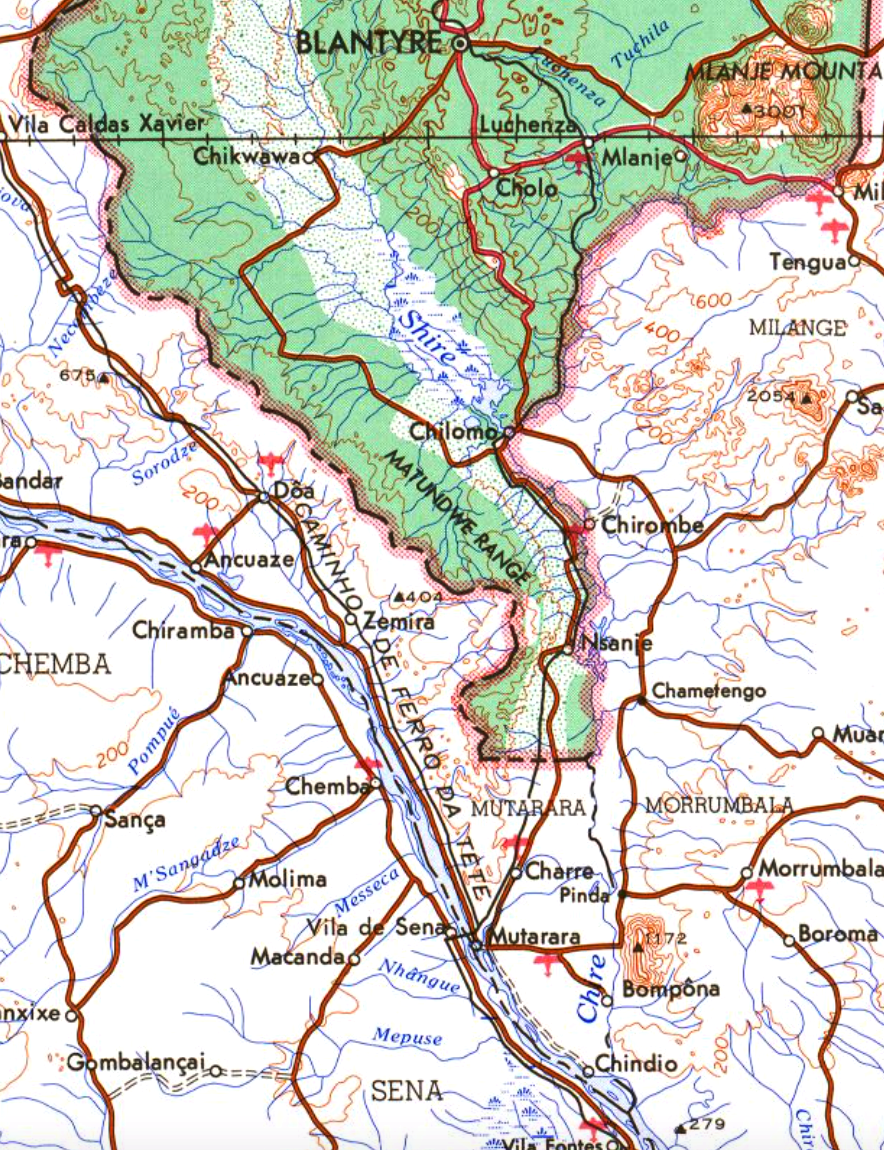

馬通德韋山脈是馬拉維的山脈，位於該國南部，鄰近莫桑比克的太特省，處於贊比西河和希雷河之間，該山脈北部處於1931年成立的保護區。